# Luc Junior
Luc Junior, later alleen Junior genoemd, is een Franstalige stripreeks, bedacht door de scenarist René Goscinny en tekenaar Albert Uderzo, die bekend zijn van Asterix. De strip werd in 1957 overgenomen door Greg. Luc Junior gaat over de journalist Luc Junior, de fotograaf Laplaque en de hond Alphonse, die werken voor de krant Le Cri. Aan het begin van elk avontuur worden ze door hoofdredacteur meneer Bonbain op diens bureau geroepen om een reportage te gaan maken waardoor ze in allerlei avonturen belanden.

## Achtergrond
Het dagblad La Libre Belgique had begin jaren vijftig op donderdag een bijlage voor de jeugd bedacht, waarvoor Goscinny, Uderzo en Jean-Michel Charlier van de World Press Agency van Georges Troisfontaines waren gevraagd om de inhoud te verzorgen. Goscinny en Uderzo verzorgde al een wekelijkse strook van Johan Pikbroek in La Libre Belgique. Voor de bijlage La Libre Junior moest een karakter worden ontworpen waar de jeugd zich direct mee kon identificeren, geïnspireerd op wat Kuifje was geweest voor de vooroorlogse jeugdbijlage Le Petit Vingtième van het Belgische dagblad Le Vingtième Siècle. Goscinny en Uderzo bedachten Luc Junior, een jonge reporter zoals Kuifje. Zelfs de verhaallijnen kwamen enigszins overeen met Kuifje. Zo gaan Luc Junior, Laplaque en Alphonse in het tweede verhaal naar de Verenigde Staten, in het derde verhaal naar Latijns-Amerika en in het vierde verhaal in een raket naar Mars. Ook komt er in het derde verhaal een zoon voor van een maharadja die doet denken aan Abdoellah uit Kuifje en het Zwarte Goud.
Goscinny en Uderzo zouden van 1954 tot 1957 voor La Libre Junior zeven verhalen maken van 21 of 22 pagina's, in totaal 157 pagina's. In de jeugdbijlage beantwoordde Luc Junior ook vragen van lezers. Van 1957 tot 1965 werd de strip overgenomen door scenarist en tekenaar Greg en de tekenaar Sirius.

## Verhalen
| Nummer | Titel                               | Publicatie in La Libre Junior      | Scenario      | Tekeningen     |
| ------ | ----------------------------------- | ---------------------------------- | ------------- | -------------- |
| 1      | Luc Junior et les bijoux volés      | 7 oktober 1954 - 3 maart 1955      | René Goscinny | Albert Uderzo  |
| 2      | Luc Junior en Amérique              | 10 maart 1955 - 11 augustus 1955   | René Goscinny | Albert Uderzo  |
| 3      | Luc Junior et le fils du maharadjah | 18 augustus 1955 - 12 januari 1956 | René Goscinny | Albert Uderzo  |
| 4      | Reportage à l'ombre                 | 19 januari 1956 - 21 juni 1956     | René Goscinny | Albert Uderzo  |
| 5      | Chez les paspartos                  | 5 juli 1956 - 29 november 1956     | René Goscinny | Albert Uderzo  |
| 6      | Chez les Martiens                   | 6 december 1956 - 2 mei 1957       | René Goscinny | Albert Uderzo  |
| 7      | Naufragé volontaire                 | 16 mei 1957 - 10 oktober 1957      | René Goscinny | Albert Uderzo  |
| 8      | Luc Junior et la Poisson Blub       | 1957-1958                          | Greg          | Sirius, Mittéï |
| 9      | Le Filleul du Canada                | 1958                               | Greg          | Greg           |
| 10     | L’ Ondee Ondulante                  | 1958-1959                          | Greg          | Greg           |
| 11     | Mystere de Yaxatsec                 | 1959                               | Greg          | Greg           |
| 12     | Alerte au Toufoulcan                | 1959-1960                          | Greg          | Greg           |
| 13     | Millionaire                         | 1960                               | Greg          | Greg           |
| 14     | Junior et le Bidouble               | 1960-1961                          | Greg          | Greg           |
| 15     | Junior et Medard                    | 1961                               | Greg          | Greg           |
| 16     | Junior Globe-Trotter                | 1961-1962                          | Greg          | Greg           |
| 17     | Junior Robinson                     | 1962                               | Greg          | Greg           |
| 18     | Junior Mene L’Enquete               | 1962-1963                          | Greg          | Greg           |
| 19     | Junior et Merlin Pinpin             | 1963                               | Greg          | Greg           |
| 20     | Le Retour                           | 1964                               | Greg          | Greg           |
| 21     | Junior et les Evadés                | 1964-1965                          | Greg          | Greg           |
| 22     | Junior et le Grand Pacha            | 1965                               | Greg          | Greg           |